# 江河汇站
江河汇站是杭州地铁9号线的一个站点，位于中华人民共和国浙江省杭州市上城区四季青街道钱江路三新路口，因位于京杭大运河和钱塘江的交汇处而得名。2022年4月1日随9号线南段一起开通。

## 结构
江河汇主体沿钱江路布置，为地下二层岛式车站，双柱三跨箱形框架结构，有效站台宽度12.6米、长120米，车站主体长283.2米，标准段宽21.3米。在车站南部设有一道顺岔单渡线。车站总建筑面积约17035平方米

### 楼层分布
| 地面 |                    | 出入口、自动售票机、客服中心   |  |  |
| B1层 | 站厅               | 自动售票机、客服中心、安检通道 |  |  |
| B2层 |                    | █ 9号线 往观音塘（钱江路）     |  |  |
|      | 岛式站台，左侧开门 |                                |  |  |
|      |                    | █ 9号线 往龙安（三堡）         |  |  |

## 设计
江河汇站提取柴塘及鱼鳞石塘元素，运用开孔钢板以及圆形吊灯阵列等现代材料对柴塘及鱼鳞石塘造型进行新的诠释，传承海塘文化，展示古海塘的历史变迁、文化内涵和价值。
- 站厅
- 站台
- 站厅灯饰
- 圆形灯球阵列
- 波浪形开孔的天花板
- 大字壁

## 历史
- 2018年9月12日，车站开工。[7]
- 2019年12月，因涉及到古海塘文物考古，车站停工，基坑重新被填上。[8]
- 2020年2月1日，车站更改设计后重新开工，新的站位位于原址南侧20米，车站主体由283.2米加长为295.1米。

## 建造图集
- 2019年10月13日
- 2020年1月1日
- 建设中的15号线江河汇站 2024年7月